# Флаг Ахтубинского района
Флаг муниципального образования «Ахтубинский район» Астраханской области Российской Федерации — опознавательно-правовой знак, служащий официальным символом муниципального образования.
Флаг утверждён 28 июня 2007 года решением Совета муниципального образования «Ахтубинский район» № 40 и внесён в Государственный геральдический регистр Российской Федерации с присвоением регистрационного номера 3521.

## Описание
Прямоугольное полотнище с соотношением ширины к длине 2:3, воспроизводящее композицию герба Ахтубинского района в белом и голубом цветах.

Геральдическое описание герба гласит:
«В скошенном справа лазоревом и серебряном поле в серебре пониженная лазоревая баржа, нагруженная серебряными, окантованными лазурью мешками, имеющая на корме мачту с реей и поднятым парусом, которые положены поверх всего и в лазури переменяют цвет на серебро, сопровождаемая в лазури летящим в правую перевязь и видимым сверху серебряным орлом».

## См. также

Флаги муниципальных образований Ахтубинского района
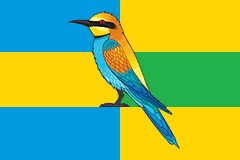
Флаг Золотухинского сельсовета